# 小林駅 (千葉県)

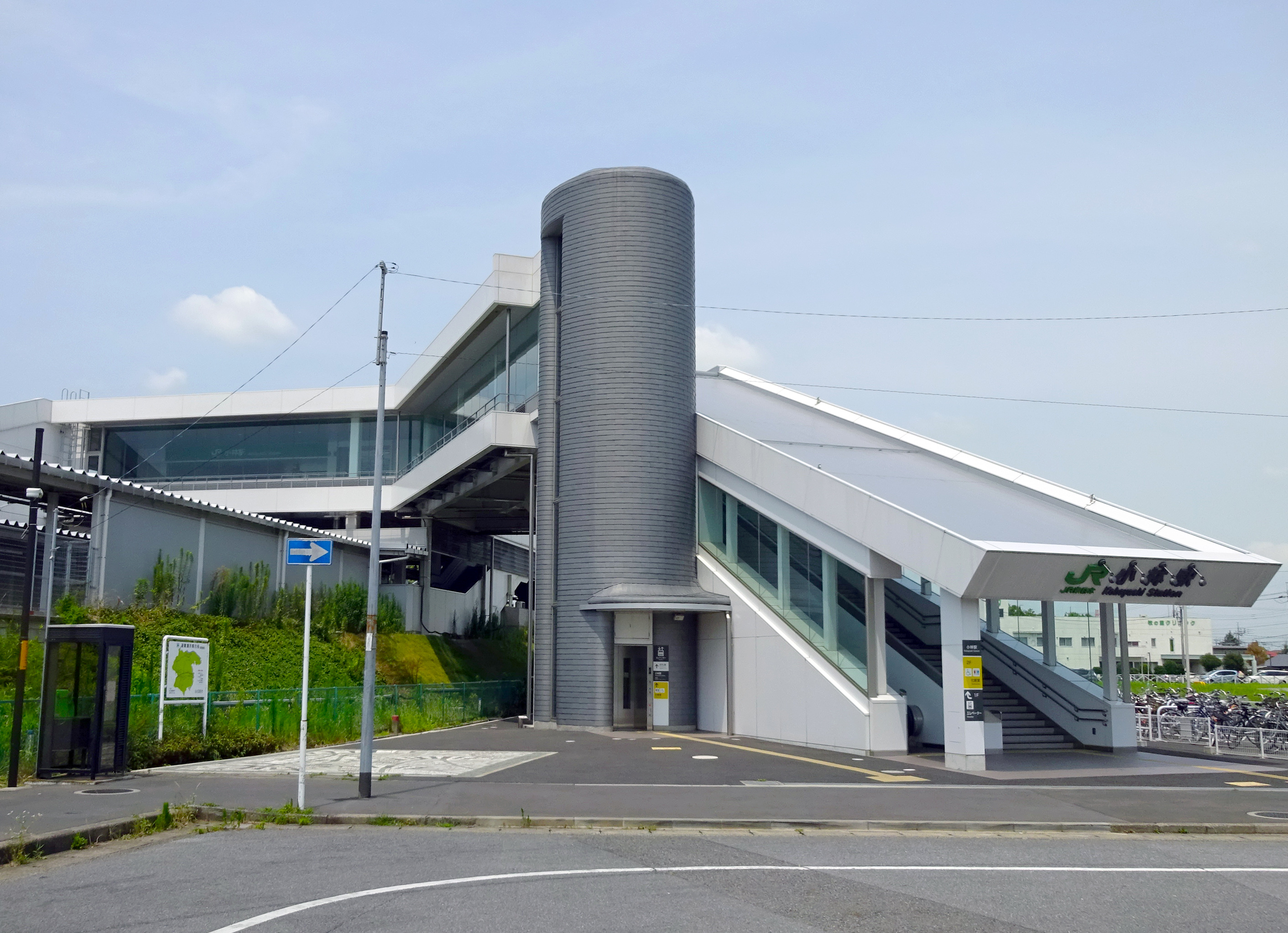
北口（2018年7月）

小林駅（こばやしえき）は、千葉県印西市小林にある、東日本旅客鉄道（JR東日本）成田線（我孫子支線）の駅である。

## 歴史
- 1901年（明治34年）8月10日：成田鉄道（初代）の木下 - 安食間に開業[1]。旅客・貨物取り扱い。同日に下総松崎駅も開業している[1]。
- 1920年（大正9年）9月1日：成田鉄道が買収され、国有鉄道の駅となる[1]。
- 1961年（昭和36年）11月1日：貨物扱い廃止[4]。
- 1973年（昭和48年）10月1日：成田線 我孫子 - 成田間の電化が完成[1]。
- 1987年（昭和62年）4月1日：国鉄分割民営化に伴い、東日本旅客鉄道（JR東日本）の駅となる[1]。
- 2001年（平成13年）11月18日：ICカード「Suica」の利用が可能となる[広報 1]。
- 2014年（平成26年）
  - 9月15日：みどりの窓口の営業を終了。
  - 11月9日：橋上駅舎と自由通路の暫定利用を開始[5]。
- 2015年（平成27年）9月16日：新駅舎が完成[6]。

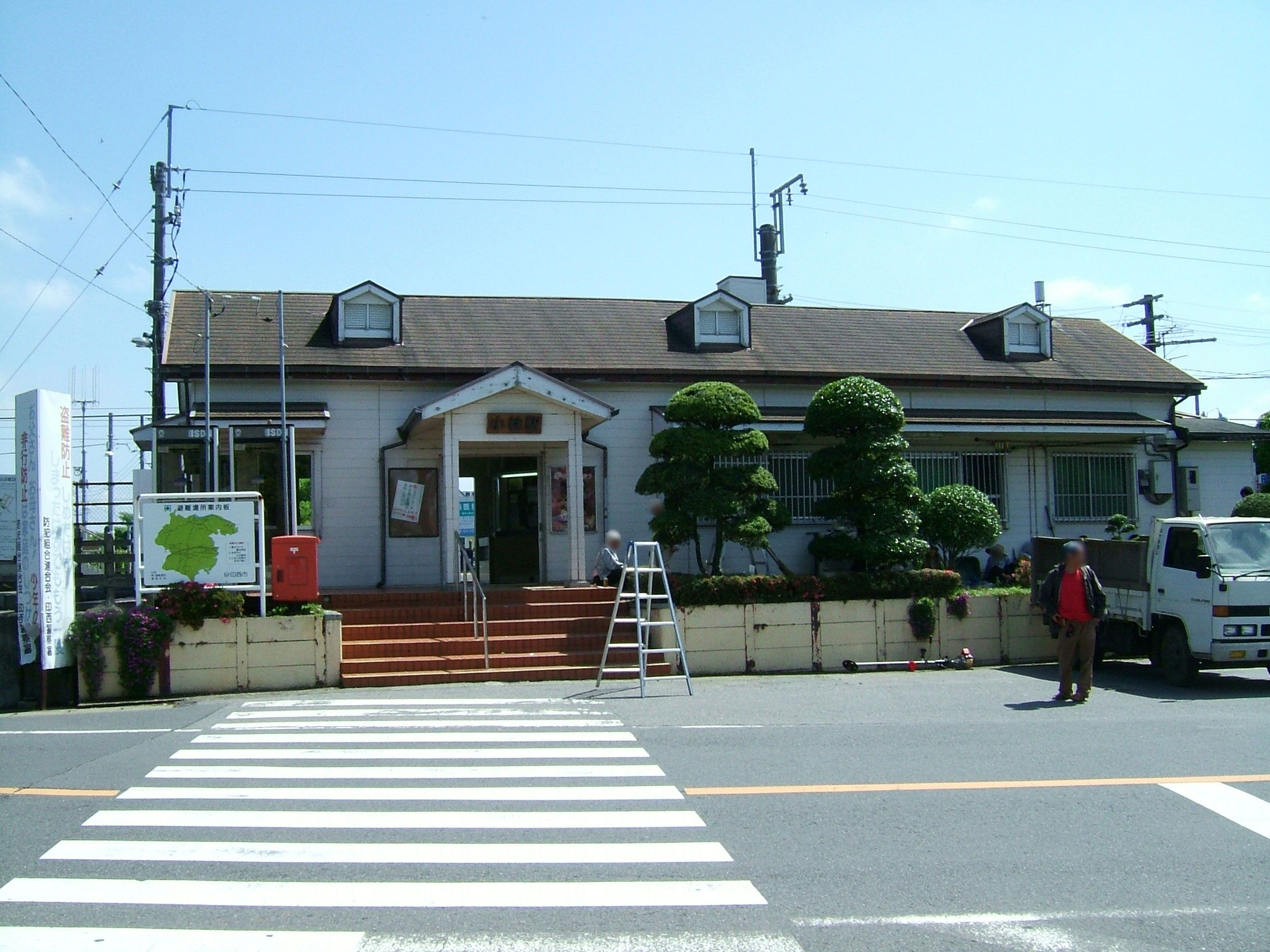
旧駅舎（2008年6月）
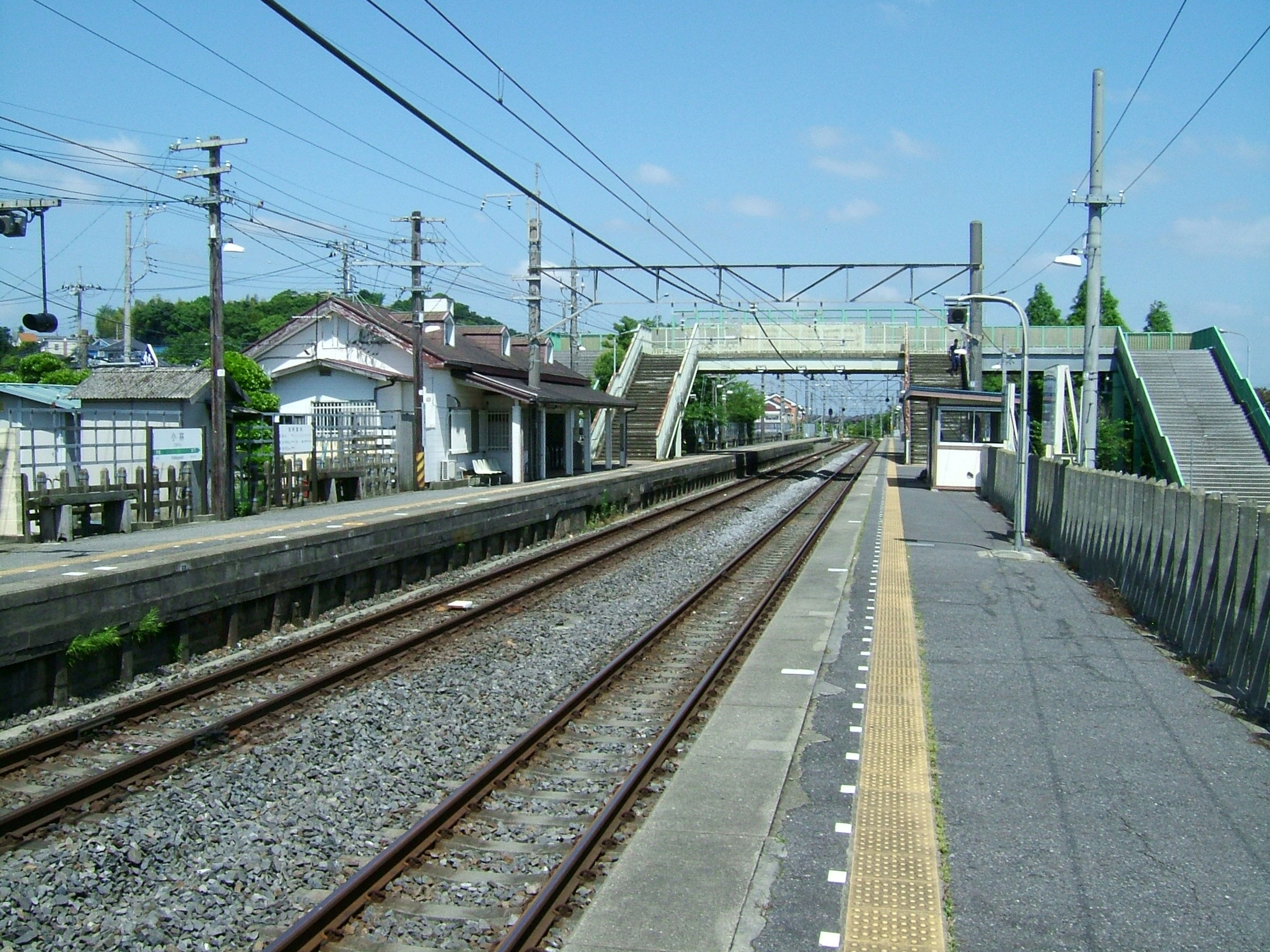
旧ホーム（2008年6月）

### 駅名
九州旅客鉄道（JR九州）吉都線にある小林駅と区別するため、乗車券類の券面には（成）小林と表示される。

## 駅構造
相対式ホーム2面2線を有する地上駅。かつては木造駅舎でホームは跨線橋で連絡していたが、2014年に完成した新駅舎により橋上駅となった。
成田統括センター（湖北駅）管理で、JR東日本ステーションサービスが駅業務を受託する業務委託駅であるが、お客さまサポートコールシステムが導入されており、終日遠隔での対応も合わせて実施されている。また、多機能券売機・自動改札機・が設置されている。
トイレは多機能トイレを併設した男女別の水洗式で、改札外コンコース南端に設置されている。旧駅舎だった頃は2番線ホーム上に男女別の水洗式のものが設置され、それ以前は改札内外の双方から入れる構造で男女共用の汲み取り式であった。

### のりば
| 番線 | 路線                  | 方向 | 行先                   |
| ---- | --------------------- | ---- | ---------------------- |
| 1    | ■成田線（我孫子支線） | 下り | 成田方面               |
| 2    | ■成田線（我孫子支線） | 上り | 我孫子・上野・品川方面 |

（出典：JR東日本:駅構内図）

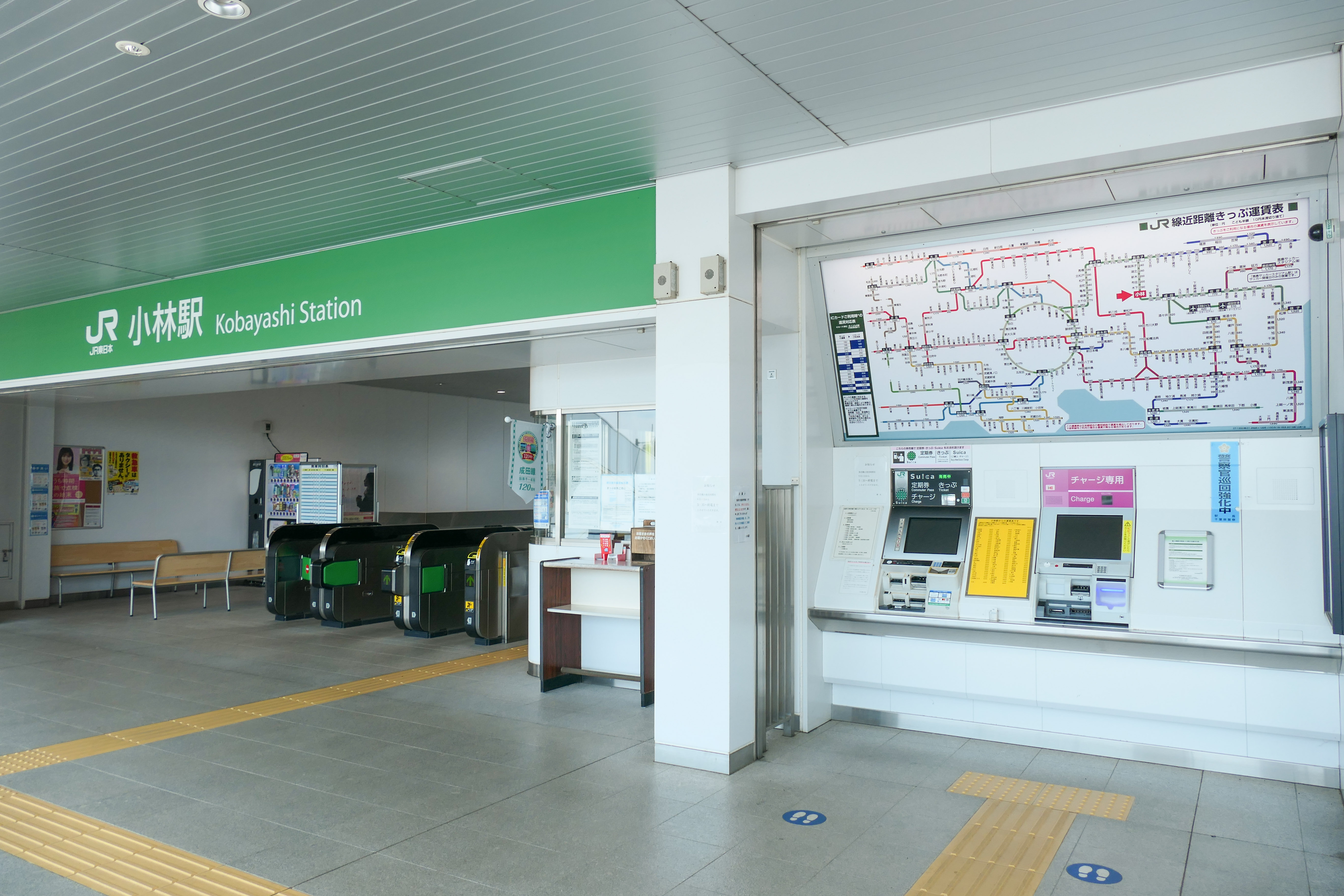
改札口と切符券売機（2021年5月）
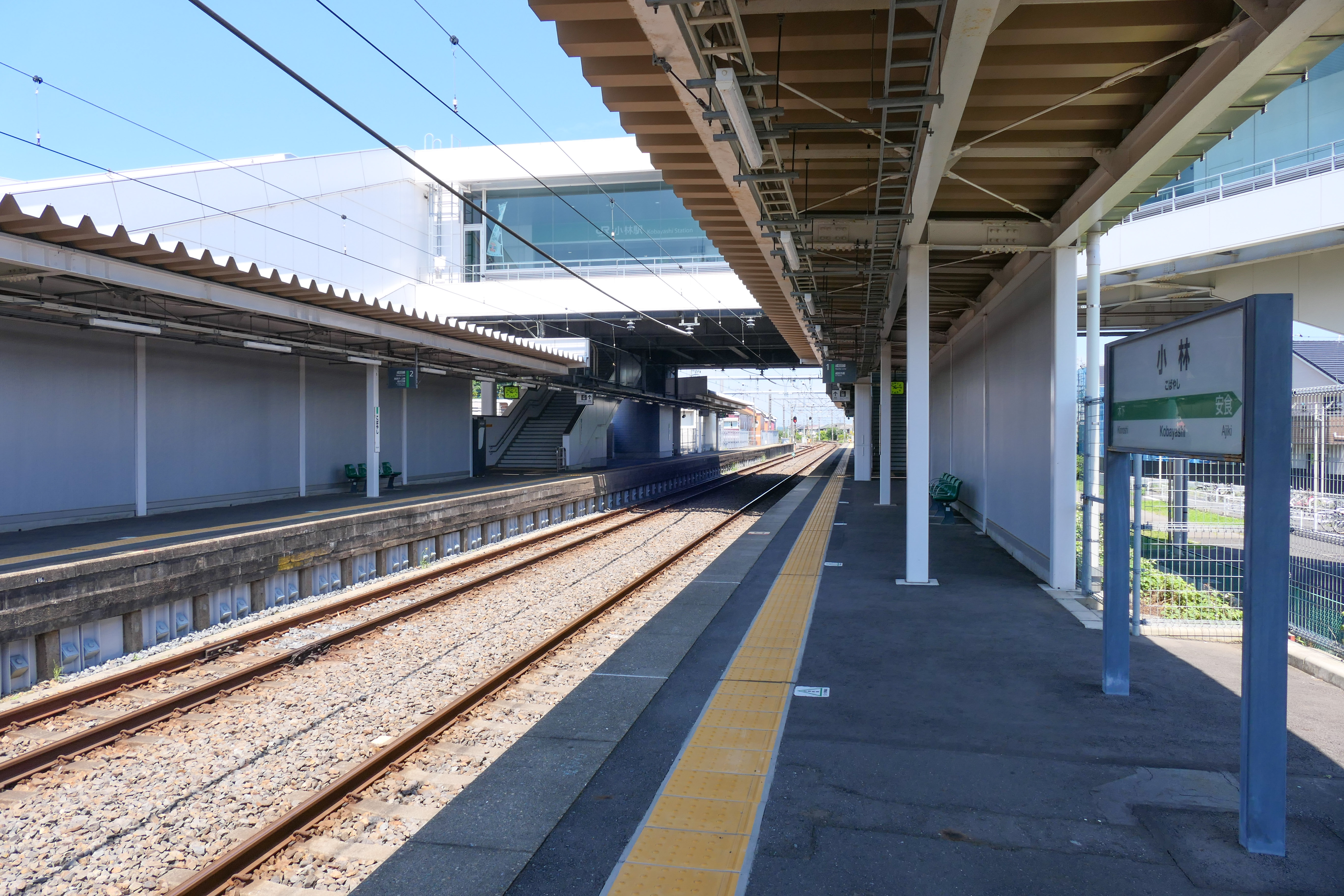
ホーム（2021年5月）

## 利用状況
2023年（令和5年）度の1日平均乗車人員は1,571人である。
JR東日本および千葉県統計年鑑によると、各年度の1日平均乗車人員の推移は以下の通り。
| 年度               | 1日平均 乗車人員 | 出典     |
| ------------------ | ---------------- | -------- |
| 1965年（昭和40年） | 2,509            | [ * 1 ]  |
| 1970年（昭和45年） | 1,890            | [ * 2 ]  |
| 1990年（平成02年） | 2,703            | [ * 3 ]  |
| 1991年（平成03年） | 2,898            | [ * 4 ]  |
| 1992年（平成04年） | 3,097            | [ * 5 ]  |
| 1993年（平成05年） | 3,206            | [ * 6 ]  |
| 1994年（平成06年） | 3,230            | [ * 7 ]  |
| 1995年（平成07年） | 3,179            | [ * 8 ]  |
| 1996年（平成08年） | 3,217            | [ * 9 ]  |
| 1997年（平成09年） | 3,159            | [ * 10 ] |
| 1998年（平成10年） | 3,157            | [ * 11 ] |
| 1999年（平成11年） | 3,082            | [ * 12 ] |
| 2000年（平成12年） | 3,079            | [ * 13 ] |
| 2001年（平成13年） | 3,059            | [ * 14 ] |
| 2002年（平成14年） | 2,994            | [ * 15 ] |
| 2003年（平成15年） | 2,959            | [ * 16 ] |
| 2004年（平成16年） | 2,942            | [ * 17 ] |
| 2005年（平成17年） | 2,885            | [ * 18 ] |
| 2006年（平成18年） | 2,844            | [ * 19 ] |
| 2007年（平成19年） | 2,814            | [ * 20 ] |
| 2008年（平成20年） | 2,764            | [ * 21 ] |
| 2009年（平成21年） | 2,602            | [ * 22 ] |
| 2010年（平成22年） | 2,443            | [ * 23 ] |
| 2011年（平成23年） | 2,278            | [ * 24 ] |
| 2012年（平成24年） | 2,252            | [ * 25 ] |
| 2013年（平成25年） | 2,188            | [ * 26 ] |
| 2014年（平成26年） | 2,081            | [ * 27 ] |
| 2015年（平成27年） | 2,035            | [ * 28 ] |
| 2016年（平成28年） | 1,991            | [ * 29 ] |
| 2017年（平成29年） | 1,975            | [ * 30 ] |
| 2018年（平成30年） | 1,966            | [ * 31 ] |
| 2019年（令和元年） | 1,953            | [ * 32 ] |
| 2020年（令和02年） | 1,420            |          |
| 2021年（令和03年） | 1,533            |          |
| 2022年（令和04年） | 1,595            |          |
| 2023年（令和05年） | 1,571            |          |

## 駅周辺
- 国道356号
- 千葉県道291号印西印旛線
- 小林コミュニティプラザ（印西市役所小林出張所）
- 小林駅前郵便局
- 印西市立小林中学校
- 印西市立小林小学校
- 印西市立小林北小学校
- 小林牧場 - 大井競馬場の競走馬の牧場。春になると桜並木が一斉に花開く。県内有数の桜の名所。
- 浅間山公園
- マルエツ小林店

## バス路線
小林駅前
- 印西市ふれあいバス
  - 東ルート：市役所行

JR小林駅前
- 京成バス千葉セントラル
  - 小林線：印旛明誠高校行

小林駅
- なの花交通バス
  - 六合路線：京成佐倉駅行
- 栄町循環バス
  - 布鎌循環ルート：安食駅行

## 隣の駅
東日本旅客鉄道（JR東日本）
■成田線（我孫子支線）
木下駅 - 小林駅 - 安食駅

#### 広報資料・プレスリリースなど一次資料
1. ↑  “Suicaご利用可能エリアマップ（2001年11月18日当初）” (PDF).   東日本旅客鉄道. 2019年7月27日時点のオリジナルよりアーカイブ。2020年4月24日閲覧。

#### 利用状況
1. ↑  千葉県統計年鑑 - 千葉県
2. ↑  データいんざい - 印西市

JR東日本の2000年度以降の乗車人員
1. 1 2 3  各駅の乗車人員（2023年度） - JR東日本
2. ↑  各駅の乗車人員（2000年度） - JR東日本
3. ↑  各駅の乗車人員（2001年度） - JR東日本
4. ↑  各駅の乗車人員（2002年度） - JR東日本
5. ↑  各駅の乗車人員（2003年度） - JR東日本
6. ↑  各駅の乗車人員（2004年度） - JR東日本
7. ↑  各駅の乗車人員（2005年度） - JR東日本
8. ↑  各駅の乗車人員（2006年度） - JR東日本
9. ↑  各駅の乗車人員（2007年度） - JR東日本
10. ↑  各駅の乗車人員（2008年度） - JR東日本
11. ↑  各駅の乗車人員（2009年度） - JR東日本
12. ↑  各駅の乗車人員（2010年度） - JR東日本
13. ↑  各駅の乗車人員（2011年度） - JR東日本
14. ↑  各駅の乗車人員（2012年度） - JR東日本
15. ↑  各駅の乗車人員（2013年度） - JR東日本
16. ↑  各駅の乗車人員（2014年度） - JR東日本
17. ↑  各駅の乗車人員（2015年度） - JR東日本
18. ↑  各駅の乗車人員（2016年度） - JR東日本
19. ↑  各駅の乗車人員（2017年度） - JR東日本
20. ↑  各駅の乗車人員（2018年度） - JR東日本
21. ↑  各駅の乗車人員（2019年度） - JR東日本
22. ↑  各駅の乗車人員（2020年度） - JR東日本
23. ↑  各駅の乗車人員（2021年度） - JR東日本
24. ↑  各駅の乗車人員（2022年度） - JR東日本

千葉県統計年鑑
1. ↑  千葉県統計年鑑（昭和41年）
2. ↑  千葉県統計年鑑（昭和46年）
3. ↑  千葉県統計年鑑（平成3年）
4. ↑  千葉県統計年鑑（平成4年）
5. ↑  千葉県統計年鑑（平成5年）
6. ↑  千葉県統計年鑑（平成6年）
7. ↑  千葉県統計年鑑（平成7年）
8. ↑  千葉県統計年鑑（平成8年）
9. ↑  千葉県統計年鑑（平成9年）
10. ↑  千葉県統計年鑑（平成10年）
11. ↑  千葉県統計年鑑（平成11年）
12. ↑  千葉県統計年鑑（平成12年）
13. ↑  千葉県統計年鑑（平成13年）
14. ↑  千葉県統計年鑑（平成14年）
15. ↑  千葉県統計年鑑（平成15年）
16. ↑  千葉県統計年鑑（平成16年）
17. ↑  千葉県統計年鑑（平成17年）
18. ↑  千葉県統計年鑑（平成18年）
19. ↑  千葉県統計年鑑（平成19年）
20. ↑  千葉県統計年鑑（平成20年）
21. ↑  千葉県統計年鑑（平成21年）
22. ↑  千葉県統計年鑑（平成22年）
23. ↑  千葉県統計年鑑（平成23年）
24. ↑  千葉県統計年鑑（平成24年）
25. ↑  千葉県統計年鑑（平成25年）
26. ↑  千葉県統計年鑑（平成26年）
27. ↑  千葉県統計年鑑（平成27年）
28. ↑  千葉県統計年鑑（平成28年）
29. ↑  千葉県統計年鑑（平成29年）
30. ↑  千葉県統計年鑑（平成30年）
31. ↑  千葉県統計年鑑（令和元年）
32. ↑  千葉県統計年鑑（令和2年）